# David Cubas
David Cubas Ypanaque (ur. 17 czerwca 1978) – peruwiański zapaśnik walczący w stylu wolnym. Zajął 27. miejsce na mistrzostwach świata w 2002. Piąty w igrzyskach panamerykańskich w 2003. Srebrny medalista mistrzostw panamerykańskich w 2000. Mistrz igrzysk Ameryki Południowej w 2002, drugi w 1999, a trzeci w 2010. Mistrz Ameryki Południowej w 2009. Trzy medale na igrzyskach boliwaryjskich, złoty w 2005 roku. Od 2006 roku występuje w walkach MMA, piętnaście zwycięstw i trzy porażki. Ukończył studia na Uniwersytecie Świętego Marka.